# Lijst van voetbalinterlands Azerbeidzjan - Roemenië (vrouwen)
Deze lijst van voetbalinterlands is een overzicht van alle officiële voetbalinterlands tussen de nationale vrouwenteams van Azerbeidzjan en Roemenië. De landen hebben tot nu toe één keer tegen elkaar gespeeld.

## Wedstrijden
| № | Plaats    | Datum            | Competitie           | Wedstrijd               | Uitslag |
| - | --------- | ---------------- | -------------------- | ----------------------- | ------- |
| 1 | Mogoșoaia | 18 november 2006 | EK 2009 kwalificatie | Roemenië − Azerbeidzjan | 4 − 1   |

## Samenvatting
| Competitie      | Totaal gespeeld | Winst Azerbeidzjan | Gelijk | Winst Roemenië | Doelsaldo Azerbeidzjan – Roemenië |
| --------------- | --------------- | ------------------ | ------ | -------------- | --------------------------------- |
| EK-kwalificatie | 1               | 0                  | 0      | 1              | 1 − 4                             |
| Totaal          | 1               | 0                  | 0      | 1              | 1 − 4                             |